# JA Solar
JA Solar Holdings er en kinesisk fotovoltaikvirksomhed, der er baseret i Beijing. Den blev etableret i Shanghai i 2005. De designer, udvikler, producerer og sælger solceller og solcelleanlæg. De er engageret i produktion af monocrystalline og multicrystalline solceller.